# انقلاب 1985 في السودان
كان الانقلاب السوداني في عام 1985، بمثابة انقلاب عسكري وقع في السودان في 6 أبريل 1985م، ونظم الانقلاب مجموعة من الضباط العسكريين بقيادة وزير الدفاع والقائد الأعلى للقوات المسلحة، المشير عبد الرحمن سوار الذهب ضد حكومة الرئيس جعفر نميري.

## خلفية
في عام 1983م، أعلن الرئيس جعفر نميري أن السودان دولة إسلامية بموجب الشريعة الإسلامية.بما في ذالك الجزء الجنوبي من الغالبية غير الإسلامية وألغيت جنوب السودان المعتمدة على الحكم الذاتي في يونيو 1983م، منهية اتفاقية أديس أبابا لعام 1972.
و التي أنهت الحرب الأهلية السودانية الأولى. بدأت هذه الخطوة مباشرة الحرب الأهلية السودانية الثانية في عام 1983.

## الانقلاب

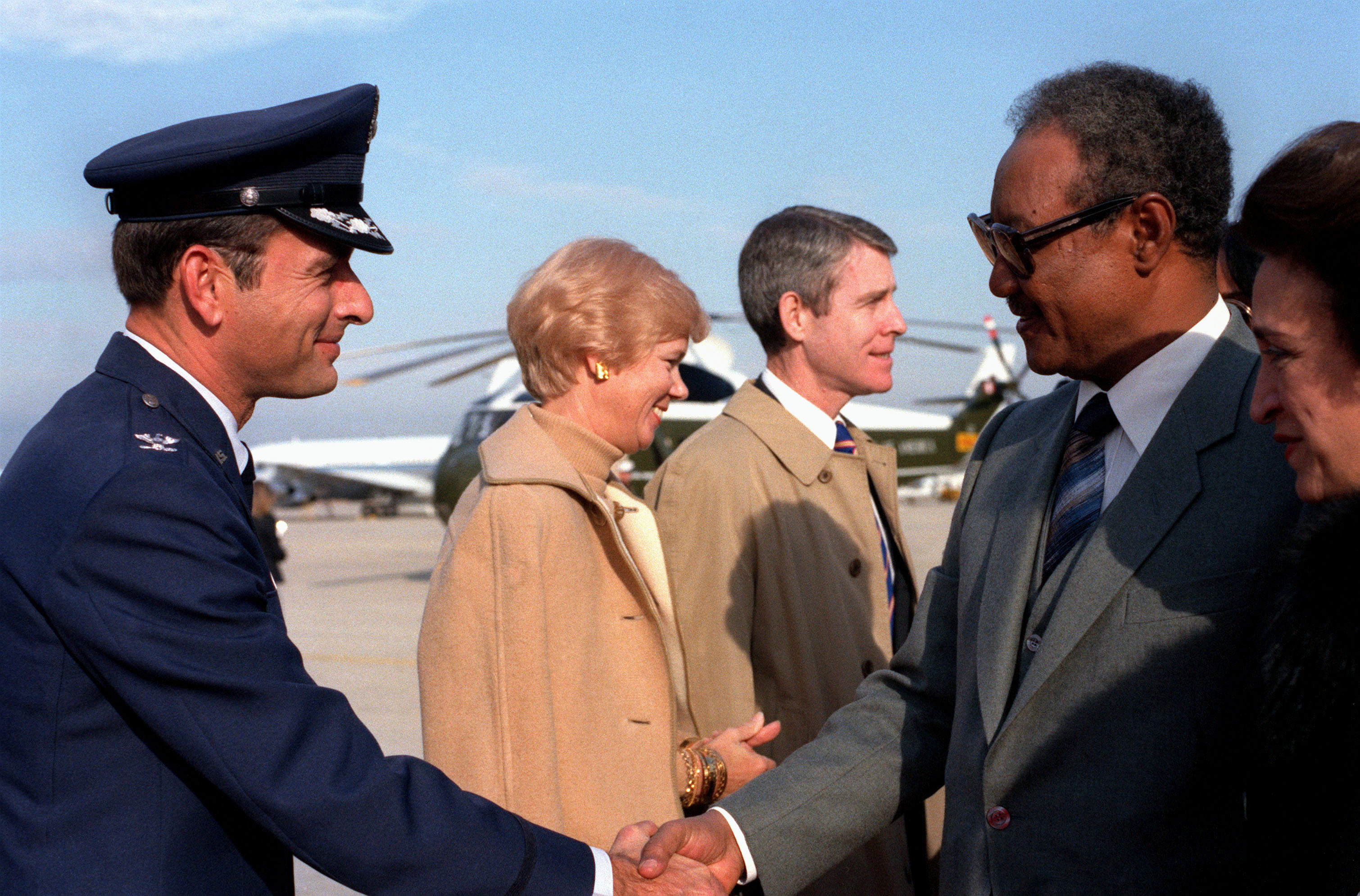
الرئيس جعفر نميري (يمين) في أندروز إيه إف بي في ماريلاند، حيث وصل في زيارة دولة إلى الولايات المتحدة في 21 نوفمبر 1983، قبل ستة عشر شهراً من انقلاب عام 1985.

سيطرة القوات المسلحة السودانية على البلاد في 6 أبريل 1985م هذا بعد أكثر من أسبوع من الإضرابات المدنية والناجمة عن ارتفاع أسعار المواد الغذائية وعدم الرضا المتزايد عن حكومة الرئيس نميري.
والذي تولى نفسه السلطة في انقلاب عام 1969 . كان نميري في الولايات المتحدة وقت الانقلاب.
تم الإعلان عن الانقلاب عبر الراديو وكانت أستوديوهات الراديو في مدينة أم درمان تحت حراسة مشددة من قبل الجنود، الذين انسحبوا فقط بعد إصدار الإعلان.
وكانت هنالك ضحيتان خلال الانقلاب قتـلا في تبادل إطلاق النار لفترة قصيرة عندما إستولى الجنود على مقر أمن الدولة في العاصمة الخرطوم.

### إعلانات من الحكومة الجديدة
في بيان عسكري قرأ على الراديو في 7 أبريل إدعى المشير عبد الرحمن سوار الذهب أن الجيش سيطر على البلاد بسبب تدهور الأوضاع والأزمة السياسية التي تزداد سوءًا بشكل مستمر".
في بيان أخر قرأ على راديو أم درمان وعد المشير عبد الرحمن سوار الذهب بإجراء تغييرات سياسية واقتصادية واجتماعية. كما كفل حرية الصحافة والمنظمات السياسية والمجتمعات الدينية.
وفي نفس البيان وعد عبد الرحمن سوار الذهب أيضاً بفتح (حوار مباشر) مع المتمردين في الجنوب (معظمهم من المسيحيين والروحيين)، وتحقيق الوحدة الوطنية «في إطار المساواة في الحقوق والواجبات».
أصدر المشير عبد الرحمن سوار الذهب برنامجًا من سبع نقاط:
عزل الرئيس جعفر النميري وحكومته.
وعلق الدستور والبرلمان (مجلس الشعب المركزي).
وحل حزب الاتحاد الاشتراكي السوفياتي الحاكم
وأعلن حالة الطوارئ «المؤقتة» والعسكرية.
قال سوار الذهب إن الجيش سيطر على البلاد لفترة محدودة من الزمن، وستتم إعادة هذه السلطة «مرة أخرى إلى الشعب» في غضون ستة أشهر.

## ردود الفعل
بعد الإعلان عن الانقلاب تدفق عشرات الألأف من الناس إلى شوارع مدينة الخرطوم إحتفلاً بالانقلاب.
العلم الأحمر والأخضر والأبيض والأسود الذي وضعه نميري علم السودان بعد انقلاب عام 1969 من قبل المتظاهرين؛ كما دمروا صور الرئيس جعفر نميري، بما في ذلك صورة في منطقة الاستقبال في فندق الخرطوم هيلتون.
بعد فترة وجيزة من الانقلاب غادر جعفر النميري واشنطن العاصمة ووصل إلى القاهرة.
واستقبله في مطار القاهرة الدولي الرئيس حسني مبارك، ورئيس الوزراء كمال حسن علي ووزير الدفاع المارشال محمد عبد الحليم أبو غزالة.
في نية لمحاولة العودة إلى الخرطوم تم إثناء نميري عن القيام بذالك من قبل طيار طائرة بوينغ707 الرئاسية ومبارك على أساس أن الرحلة إلى السودان ستكون خطيرة للغاية.
بينما قال المسؤولون المصريون إنهم قلقون للغاية بشأن الوضع سرعان ما تم الاعتراف بالحكومة العسكرية الجديدة من قبل (حكومة الجماهيرية العربية الليبية في عهد العقيد معمر القذافي.
رحب أيضًا حزب البعث في سوريا تحت رئاسة من حافظ الأسد بالإطاحة بالنميري.